# Aux Canaries
Pour le film, voir Grand Canary.
Aux Canaries (Grand Canary) est un roman britannique de A. J. Cronin publié en 1933.

## Résumé
À l'occasion d'une croisière, plusieurs passagers se découvrent des affinités et nouent des relations. 

## Adaptation cinématographique
- 1934 : Grand Canary, film américain réalisé par Irving Cummings, avec Warner Baxter et Fay Wray.